# یانپترنیکی
یانپترنیکی (به لاتین: Jaunpēternieki) یک روستا در لتونی است که در شهرداری اوزونیکی واقع شده‌است. یانپترنیکی ۷۰ نفر جمعیت دارد.